# Marco Fidel Gutiérrez Fernández
Marco Fidel Gutiérrez Fernández (22 de febrero de 1913 en Mahates, Colombia) es un conocido ciclista colombiano. Participó en numerosas competencias nacionales e internacionales, incluyendo los Torneos Olímpicos Nacionales en 1935 y los Juegos Nacionales en Santa Marta en 1950 donde clasificó para representar a Colombia en los Juegos Centroamericanos y del Caribe en Guatemala en 1950
Casado con Elsa Cruz y 8 hijos del matrimonio,en Colombia. Jorge, Nancy, Ilce,Clara,Orlando,Marcos,Derly C, Milady Gutiérrez Cruz y sus 20 nietos y bisnietos.

## Trayectoria deportiva

### Carrera nacional
En 1935, representó al departamento del Atlántico en la prueba de 50,000 en los Torneos Olímpicos Nacionales que se llevaron a cabo en Barranquilla
En 1938, participó en los Juegos Bolivarianos en Bogotá en las prueba de Tandem bike y 1 km en contra reloj finalizando en segundo y tercer lugar respectivamente. Por decisión de los jueces fue descalificado de la prueba de 1 km contra reloj.
En 1950 y a sus 37 años, participó en los Juegos Nacionales de Santa Marta en la modalidad de 1 km contra reloj. Allí, venció a varios rivales de menos de 20 años de edad y clasificó a los Juegos Centroamericanos y del Caribe con un tercer lugar. Según el periódico El Tiempo, "Una Hazaña - Todo mundo está de acuerdo en reconocer como una hazaña la performance  que llevó a cabo el ciclista Marcos Gutiérrez, quien a pesar de sus 42 años logró clasificarse en tercer lugar" 

### Carrera internacional
En 1950 participó en los Juegos Centroamericanos y del Caribe en Guatemala

### Participaciones destacadas
El velódromo 1 de mayo de Bogotá (primer velódromo en Colombia) fue inaugurado el 8 de diciembre de 1951. Para esta ocasión fueron invitadas 17 figuras internacionales y nacionales del ciclismo de pista. Marco Fidel fue uno de los invitados al evento, quien a sus 38 años y siendo su primera vez compitiendo en un velódromo, ganó una de las series de la competencia de velocidad frente a rivales de la talla del campeón olímpico José Bayaert y los campeones Italiano Bruno Loatti y Argentino Humberto Varisco. Al final de la competencia de velocidad de exhibición, fue el mejor nacional, ubicándose cuarto después de José Bayaert, Bruno Loatti y Humberto Varisco

## Invenciones

### Bicicleta aerodinámica de pista
Su mayor y más importante invento fue su bicicleta de pista aerodinámica con ruedas semi lenticulares. La facilidad con que la bicicleta alcanzaba su velocidad máxima y se desplazaba sobre el velódromo era sin igual.

### Cinturón ciclístico para modalidad de montaña
Esta prenda consistía de un Cinturón para el torso que llegaba al manubrio de la bicicleta que creaba un momento adicional cuando el ciclista estaba escalando la montaña. Fue probado por un equipo en una competencia en Europa con resultados muy satisfactorios.